# 赵克明
赵克明（1933年—），中国大陆导演、演员。曾执导过央视春晚《产房门前》、《打扑克》等小品。2004年起，在《快乐星球》系列剧中饰演老顽童爷爷受到关注。